# 南洋山苏花
南洋山苏花（学名：Asplenium australasicum），又名南洋巢蕨，为铁角蕨科铁角蕨属下的一个种，高可達80釐米，寬21釐米，原產於新南威爾士和昆士蘭，生長於岩石間或寄生在樹上。

## 扩展阅读
- 維基物種上的相關：南洋山苏花